# Лондонська (готель)
Готель «Лондонський» — приватний об'єкт готельного призначення в м. Одесі. Входив до складу мережі Premier Hotels, що об'єднувала сім готелів, згодом став належати групі Vertex United.

## Історія
У 1899 року Варфоломій Анжелович Анатра (дядько відомого одеського підприємця та будівника літаків Артура Анатри) реконструював старий Палац Лопухіна, зведений у 1826–1828 роках на Бульварній вулиці, 11 (нині Приморський бульвар), під готель. 
Святкове відкриття готелю з освяченням відбулося 31 грудня 1899 року. У будинку також був розташований ресторан «Лондонський», що належав Південної-Російській артілі офіціантів. Будівля готелю «Лондонський» стала найяскравішим прикладом будинку у стилі флорентійських палаццо у Одесі, а також одним з самих мальовничих еклектичних будинків міста.
Готель «Лондонський» був найпотужнішим платником податків того часу. Так, у 1904 році, готель приніс в державну скарбницю захмарну, на той час, суму — 1300 рублів. Він був також одним з найбільших готелів усього колишнього СРСР.
Останню реставрацію готелю було завершено у 1988 році.

### Відомі гості готелю
В готелі зупинялося багато знаменитостей, зокрема: бразильський імператор Дон Педру II; Антон Чехов, Олександр Купрін, Роберт Льюїс Стівенсон, Ісідора Дункан; Іван Айвазовський; Дмитро Шостакович та інші.

Готель «Одеса», 1976 рік

## Власники
Станом на січень 2025 року готель «Лондонський» перебуває в управлінні компанії Vertex United.

### Акціонери
Основними акціонерами і власниками компанії Vertex United є одеські бізнесмени Борис Кауфман та Олександр Грановський.